# 熱力學方程
熱力學方程（英語：thermodynamic equation）是以數學架構描述於實驗室或生產製程中測得的熱力學物理量。熱力學是基於一些基礎假設，即熱力學定律。